# 國分正明
國分 正明（こくぶん まさあき、1936年（昭和11年）2月7日 - ）は、日本の官僚。元文部事務次官。福島県三春町出身。

## 来歴
福島県出身。東京大学法学部卒業後、文部省入省（社会教育局社会教育課）。大臣官房会計課長、高等教育局私学部長体育局長、高等教育局長などを経て、1989年（平成元年）4月 大臣官房長。1990年（平成2年）7月 文部事務次官に就任。
1992年（平成4年）に退官後。同年から1995年（平成7年）まで公立学校共済組合理事長、1995年（平成7年）から2004年（平成16年）まで日本芸術文化振興会理事長を務めた。
2003年（平成15年）より財団法人修養団(現 公益財団法人修養団)理事長。
2006年（平成18年）の春の叙勲で瑞宝重光章を受章した。
一般財団法人教職員生涯福祉財団の会長職にあったが、2017年初頭に発覚した文部科学省天下り問題を受けて辞任することとなった。
日本ペア碁協会副理事長。

## 略歴
- 1958年（昭和33年）9月29日 国家公務員採用上級試験（法律）合格
- 1959年（昭和34年）3月 東京大学法学部卒業
- 1959年（昭和34年）4月 文部省入省
- 1973年（昭和48年） 文部省大臣官房会計課副長
- 1974年（昭和49年）6月18日 文化庁文化部著作権課長
- 1976年（昭和51年）5月 鹿児島県教育委員会教育長
- 1979年（昭和54年）7月10日 文部省初等中等教育局地方課長
- 1981年（昭和56年）11月30日 文部省初等中等教育局財務課長
- 1982年（昭和57年）7月9日 文部省大臣官房会計課長
- 1984年（昭和59年）7月1日 文部省高等教育局私学部長
- 1986年（昭和61年）9月1日 文部省体育局長
- 1988年（昭和63年）6月10日 文部省高等教育局長
- 1989年（平成元年）4月14日 文部省大臣官房長
- 1990年（平成2年）7月1日 文部事務次官
- 1992年（平成4年）7月1日 辞職
- 1992年（平成4年）7月16日 公立学校共済組合理事長
- 1992年（平成4年）12月1日 同再任
- 1994年（平成6年）12月1日 同再任
- 1995年（平成7年）12月11日 同依願退任
- 1995年（平成7年）12月12日 日本芸術文化振興会理事長
- 1996年（平成8年）7月16日 同再任
- 1998年（平成10年）7月16日 同再任
- 2000年（平成12年）7月16日 同再任
- 2002年（平成14年）7月16日 同再任
- 2002年（平成14年）12月13日 独立行政法人日本芸術文化振興会理事長
- 2004年（平成16年）5月9日 同依願退任
- 2006年（平成18年）4月29日 授瑞宝重光章